# Střížovice (district de Kroměříž)
Pour les articles homonymes, voir Střížovice.
Střížovice (en allemand : Strischowitz, précédemment : Strziziowitz) est une commune du district de Kroměříž, dans la région de Zlín, en Tchéquie. Sa population s'élevait à 249 habitants en 2025.

## Géographie
Střížovice se trouve à 6 km au sud-est du centre de Kroměříž, à 16 km à l'ouest-nord-ouest de Zlín, à 62 km à l'est de Brno et à 236 km à l'est-sud-est de Prague.
La commune est limitée par Kroměříž au nord, par la Morava et la commune de Hulín à l'est, par Kvasice au sud et par Bařice-Velké Těšany à l'ouest.

## Histoire
La première mention écrite de la localité date de 1365.

## Transports
Par la route, Střížovice se trouve à 7 km de Kroměříž, à 23 km de Zlín, à 72 km de Brno et à 278 km de Prague.